# 六官营子镇
六官营子镇，是中华人民共和国辽宁省朝阳市喀喇沁左翼蒙古族自治县下辖的一个乡镇级行政单位。

## 行政区划
六官营子镇下辖以下地区：
东前沟村、后坟村、西南沟村、哈叭气村、六官营子村、梅素奤村和化石沟村。